# Stefaniola bilobata
Stefaniola bilobata är en tvåvingeart som först beskrevs av Jean-Jacques Kieffer 1913.  Stefaniola bilobata ingår i släktet Stefaniola och familjen gallmyggor. Inga underarter finns listade i Catalogue of Life.